# Forma musical
Forma musical, nos estudos académicos de música, harmonia avançada ou forma e análise, entre outros, refere-se à estrutura de uma peça musical específica. Por exemplo, uma peça pode ser escrita na forma binária, forma sonata allegro,forma ternária e forma estrófica.
É a estrutura e o desenho da música. Identificamos os objectos que vemos pela sua forma. Na música se dá o mesmo. Música é essencialmente constituída por:
- Forma
- Estilo ou género

## Música e sua forma tradicional
Através dos anos, a música tem mantido formas fixas nas composições eruditas e até nas populares, mas no século XX isto mudou. O que segue é uma breve amostra destas formas mais tradicionais que se encontram nas composições de compositores que se destacaram internacionalmente.

### Rondó
Forma Rondó é aquela que introduz um tema - chamamos de (A) -, após o fim de "A", apresenta um novo tema - (B) -, e após seu término retorna ao tema original (A) e após o término de "A", novamente introduz um novo tema - (C) -, e assim por diante sempre apresentando um novo tema após a repetição do tema principal (A). A Forma rondó é vista:
A-B-A-C-A-D-A etc.
Esta forma é informalmente referida como "abacada". Algumas vezes o rondó é simétrico e aparecerá da forma ABACABA.
Exemplo desta Forma se encontra frequentemente em rondós de Wolfgang Amadeus Mozart e outros classicistas.

### Forma canção
A canção uma forma muito antiga que se originou da música folclórica da Idade Média e teve grande  difusão no mundo.

O esquema dessa forma é:
AA:B:AA:B…podendo ser abreviada por AAB ou AAB:A
Na música popular moderna, o tema do B é o refrão, que se repete várias vezes no final.

Diversos compositores usaram esta forma mas o maior deles é Franz Schubert, com centenas de canções;
Além das chansons, na França, temos os equivalentes: 
- Lied, na Alemanha;
- Song ou Art Song nos Estados Unidos e Inglaterra;
- Canzone, na Itália;
- Canção em Portugal e no Brasil.

Desde a Idade Média até o fim do Renascimento, os franceses desenvolveram a polifonia na chanson. No Barroco, os italianos lideraram com as canzoni e árias e continuaram até a Era Clássica. Mas, no Romantismo, os alemães foram ao auge com os Lieder, o que animou os franceses a fazer renascer sua forma chanson. Com isso, os ingleses introduziram a Art Song, e compositores do mundo inteiro continuaram a escrever canções que continuam a ser uma forma bem popular até hoje.
Entre alguns proeminentes compositores de canção (Lieder, chansons, songs ou  canzoni), podemos citar, em cada período:

#### Idade Média
- França: Guillaume de Machaut

#### NoRenascimento
- França:  Josquin Desprez, Pierre Cadéac, Pierre Clereau, Nicolas Millot,  Pierre Passereau, Clément Janequin
- Franco-Flamenco: Cornelius Canis, Jan Nasco, Nicolas Payen, Orlando de Lassus
- Itália: Claudio Monteverdi, Giovanni Pierluigi da Palestrina, Francisco Leontaritis
- Inglaterra: William Byrd, Anonymous IV

#### NoBarroco
- França: Denis Gaultier
- Itália: Adriano Banchieri, Claudio Monteverdi, Domenico Alberti, Francesco Durante
- Inglaterra: John Dowland, Henry Purcell
- Alemanha: Heinrich Schütz,  Dietrich Buxtehude, Johann Sebastian Bach

#### Era clássica
- Alemanha e Áustria: Franz Joseph Haydn, Wolfgang Amadeus Mozart
- Itália: Luigi Boccherini, Domenico Cimarosa
- Inglaterra: William Boyce

#### NoRomantismo
- França: Gabriel Fauré, Claude Debussy, Hector Berlioz, César Franck
- Alemanha, Suíça e Áustria: Louis Niedermeyer, Franz Schubert, Robert Schumann, Ludwig van Beethoven, Richard Strauss,Felix Mendelssohn Bartholdy,Hugo Wolf
- Itália: Ottorino Respighi, Gaetano Donizetti, Gioacchino Rossini
- Hungria: Franz Liszt, Béla Bartók
- Polônia: Frédéric Chopin;
- Noruega: Edvard Hagerup Grieg
- Tchecos: Antonín Dvořák
- Finlândia: Jean Sibelius
- Suécia: Hugo Alfvén
- União Soviética: Pyotr Ilyich Tchaikovsky, Nikolai Rimsky-Korsakov, Sergei Rachmaninoff, Sergei Prokofiev, Igor Stravinsky, Modest Mussorgsky
- Dinamarca: Carl Nielsen

#### Século XXaté hoje
- França: Francis Poulenc, Darius Milhaud, Georges Brassens, Jacques Brel, Édith Piaf, Camille, Olivia Ruiz
- Brasil: Heitor Villa-Lobos, Ernesto Nazareth, Egberto Gismonti, mais popular e recente Sérgio Mendes
- Inglaterra: Benjamin Britten, Ralph Vaughan Williams, John Nicholson Ireland e nas mais populares e recentes, The Beatles
- Alemanha, Suíça e Áustria: Gustav Mahler,Alban Berg, Kurt Weill, Arnold Schoenberg
- Itália: Luciano Berio, Mario Castelnuovo-Tedesco
- Estônia*: Arvo Pärt
- EUA: Charles Ives, Samuel Barber, Aaron Copland, Arthur Farwell

É importante lembrar que estes mesmos compositores que foram famosos com suas canções também escreveram diversas composições noutras Formas e de outros gêneros.

### Forma sonataallegro
Esta forma mais complexa aparece muito nas sinfonias e concertos, tanto para instrumentos como para orquestras e em Sonatas também. Em geral no primeiro e último movimento de um concerto ou sinfonia de 3 movimentos e frequentemente no tempo Allegro (andamento). A Forma Sonata Allegro se destaca com uma Introdução, o desenvolvimento dos temas e a recapitulação das ideias.
Foi a forma do auge desde o período do Classicismo ao fim do período do Romantismo e se encontra em diversos movimentos das sinfonias, sonatas, quartetos de Mozart, Beethoven, Brahams, etc e concertos de Chopin, Lliszt, Richard Strauss etc.
Na Forma Sonata Allegro temos:
- A introdução - A Exposição do tema principal, aonde o motivo é apresentado e explorado inicialmente se repetindo com muitas variações. Primeiramente o tema feminino, em geral na tônica da escala diatônica, é introduzido e em seguida o tema masculino - o tema secundário -, em geral  na dominante da escala. Durante o período clássico, não houve muitas modulações, nem alterações cromáticas drásticas na harmonia da composição.
- O Desenvolvimento - a parte do movimento aonde a música desenvolve as ideias iniciais, os motivos introduzidos inicialmente, temas primários e secundários eles se repetem e formam variações até a exaustão e retornam a tônica para a conclusão. Este movimento inicia na modulação da dominante, deixada pela cadência final do tema da Introdução.
- A Recapitulação - A conclusão musical. Os temas recapitulam as ideias apresentadas brevemente e reafirmam a tonalidade musical da tônica para a grande cadência final.

### Tema e variações
Aqui o tema é apresentado, em geral em duas frases pelo menos, podendo ser apenas uns 8 compassos, ou até uns 16, mas não limitados a esta quantidade. Em seguida as variações iniciam. A cada repetição do tema uma variação nova. É por aí que nós encontramos composições com nomes do tipo "32 variações de Mozart". O compositor, através de sua composição, está tentando exibir sua capacidade máxima de criar novas variações a cada repetição do tema introduzido inicialmente. O compositor usa não só modulação na música como ele pode também usar várias outras técnicas, como: 
- transpor;
- espelhar o tema (imitar a melodia noutra voz a partir de outra nota inicial);
- inversão (inverter a direção melódica na pauta);
- retrógrada (inverter a melodia tocando da última à primeira nota da frase temática);
- imitação (imitar o contorno melódico da música com diferenças nos intervalos ou duração das notas musicais),
- variar o ritmo (diminuindo a duração de cada nota do motivo inicial),
- mudar o tempo da dinâmica, etc.

A Música barroca é típica desta forma - principalmente quando usando "pergunta e respostas" entre as vozes, em que o tema se repete de várias formas. Por exemplo, as 15 Invenções e sinfonias de Johann Sebastian Bach.
Dois bons exemplos para esta forma em gêneros musicais são:
- O canto gregoriano, especialmente quando cantado canonicamente;
- A fuga barroca com seu formato imitativo e cheio de variações em cada ação das vozes polifônicas.

Dois exemplos de obras compostas com simplicidade nesta forma são o Bolero de Maurice Ravel e o Canon em Ré de Johann Pachelbel.
Um exemplo de uma composição mais complexa usando esta forma, tema e variação:
- Capricho n.º 24 em lá menor para violino de Niccolò Paganini, consistindo de 1 (um) tema, 11 (onze) variações e um finale.

O Tema é "A", e a representação é:

A, A1, A2, A3, A4, etc

com cada "A" representando a variação do tema com técnicas acima descritas.

### Forma binária
Nessa forma, a música se apresenta em:

AA:BB:

Encontramos várias suites do período barroco com as pequenas danças nesse formato - também   frequente no coral sacro.

Bach, por exemplo,  escreveu inúmeros corais neste formato. Um exemplo claro é o Versus VII da Cantata nº4, Christ lag in todesbanden.  Bach emprestou a melodia original  da Missa  Victimae Paschali Laudes para as festividades da Páscoa da Igreja Católica. Nesse coral, Wir essen und leben ("Comemos e vivemos", em português), Bach usa um total de doze compassos (sem contar com a repetição de quatro compassos que se repetem no início, sem mudança alguma). A parte "A" tem apenas quatro compassos, mas ela se repete, como sugere a forma binária (de modo que a parte "A" passa de quatro compassos para oito, após a repetição). Na repetição de "A" não há mudança alguma no arranjo musical; somente o texto muda. Na parte "B" (nova linha melódica), Bach muda a possibilidade desse coral estar na forma estrófica e deixa o arranjo na forma canção, mas ele não repete a parte "B", embora mantenha a parte melódica em oito compassos, dando a simetria da forma binária no final (oito compassos em cada parte), sendo que quatro compassos introduzem o segundo tema e os últimos quatro compassos da parte "B". Bach divide ao meio, estendendo o tema "B" por dois compassos e, numa cadência final, os últimos dois compassos; em vez de Amen, usa Hallelujah num ritardando. O compositor utiliza, ao todo, 48 notas (semínimas) no valor de unidade de tempo para os doze compassos (sem contar com a repetição idêntica dos primeiros quatro compassos).
Também há referências à forma do coral luterano como "forma coral", mas devemos notar que o coral é um gênero musical e não uma "forma" em si. Como gênero, o coral pode ter forma estrófica, binária, canção  ou outra  qualquer.

### Forma ternária
Como o nome implica, é de certa forma similar a forma Binária, mas é representada na seguinte estrutura:
ABA' invariavelmente a primeira parte (A) se repete, mas quando isto acontece há uma leve modificação---não é apenas uma repetição do que já foi apresentado anteriormente.

### Forma estrófica
Nessa forma, temos os hinos e corais litúrgicos, nos quais o Tema "A" é o verso apresentado e a cada nova estrofe o tema melódico se repete.

O próprio Hino Nacional do Brasil é um exemplo. O tema "A" se apresenta na primeira estrofe:
- Ouviram do Ipiranga as margens plácidas, etc, até o fim da primeira estrofe

e quando a segunda estrofe inicia, em:
- Deitado eternamente em berço esplêndido… etc,

estamos de volta repetindo o tema A.

Neste caso temos "A, A, A ,A",  sendo que temos dois versos na primeira estrofe e mais dois na segunda.

### O concerto
Estas estruturas são definidas por material temático, melodias, centro tonal etc. Nas épocas mais primitivas da música era mais comum ver as variações com mudanças simples na tonalidade Maior e menor para cada movimento. Em geral o primeiro movimento era mais galante, 'rápido no tempo Allegro com uma tonalidade maior. Já o segundo movimento ficaria mais lento, no tempo Andante, ou Largo, logo a tonalidade mudaria também de maior (do primeiro movimento (frequentemente Allegro) para menor. O terceiro movimento poderia ser apresentado numa outra forma e de volta a tonalidade principal, maior e até num Allegro Vivace para um final triunfal e imponente.
Em geral a cada movimento a Forma muda.

### Forma moderna
Mais recentemente a maneira de lidar com as formas mudaram e tem sido demonstradas através de superimposição, justaposição, estratificação e outras interrupções e simultaneidades.
Compositores modernos usaram, por exemplo, o minimalismo para demonstrar o mínimo possível de contexto harmônico numa obra, mantendo a música ao máximo de sua simplicidade, essência e ainda expondo uma ideia toda complexa e intrínseca.
Como exemplo temos Arvo Pärt com sua obra Spiegel im Spiegel.